# Plachta (Kleidung)

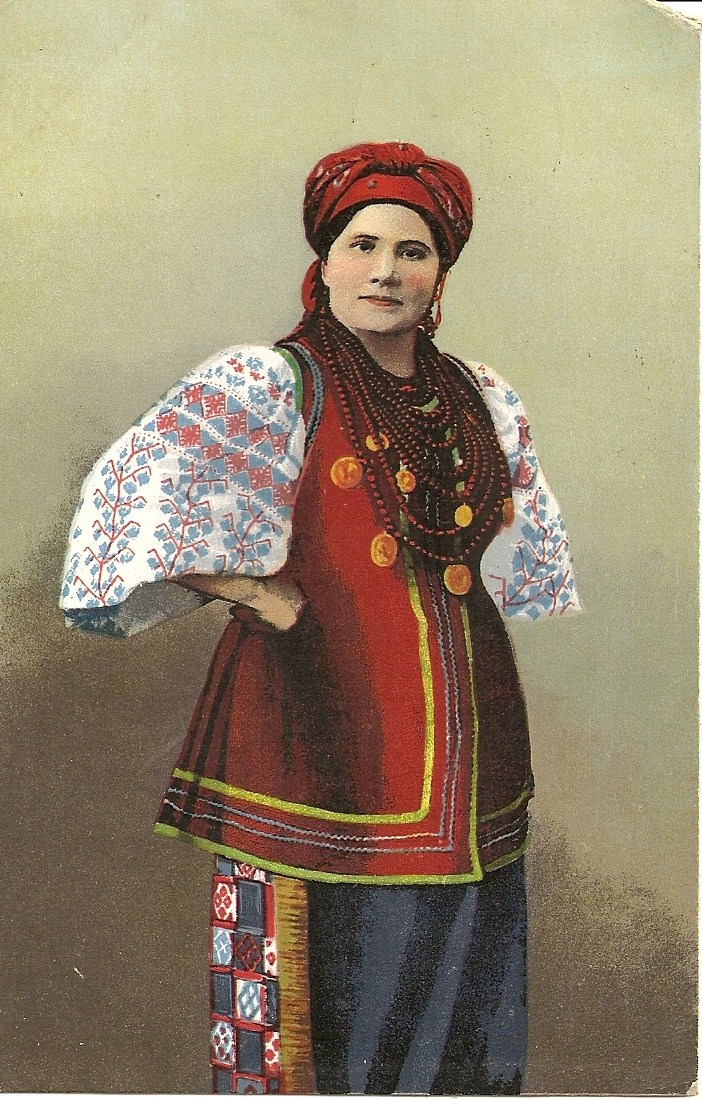
Ukrainerin mit Plachta (Frühes 20. Jahrhundert)

Die Plachta (ukrainisch Плахта) ist ein Wickelrock, der in der Ukraine traditionell von Frauen getragen wird.

## Wortherkunft
Das Wort „Plachta“ bedeutet in mehreren slawischen Sprachen „Beutel“, „Tuch“, „Segel“ oder „Plane“. Es kommt vom urslawischen Wort „Plocha“, das wiederum elementar mit den Worten „blähen“, „blasen“, „blühen“, „Blatt“, „platt“ und „Platz“ verwandt ist. Die Altertümlichkeit des Wortes lässt darauf schließen, dass die Plachta von den ältesten slawischen Kleidungsformen abstammt.

## Geschichte und Herstellung
Die Plachta war im 19. Jahrhundert ein charakteristisches Element der Trachten in der Region um den mittlerer Dnepr, inklusive der Linksufrigen Ukraine. Etwa 4 Meter Stoff wurden aus hochwertigen Rohstoffen unter Verwendung komplexer Webtechniken hergestellt. Ein buntes Tuch wurde manchmal in jedem der karierten Bereiche zusätzlich mit Wolle oder Seide bestickt. Die Bereiche hatten Muster aus Rauten, Sternen und stilisierten Blumen. Dies machte es festlicher als andere Arten von Gürtelkleidung. Anfangs war die Plachta eine lokale Kleidungsart, verbreitete sich im Laufe der Zeit und wurde zu einem integralen Bestandteil der nationalen Frauentracht, darunter auch der Hochzeitskleidung und anderer festlicher Anlässe.
Die Plachta oder ihre Varianten wurde auch in den Regionen Poltawa, Tschernigow, Kiew, Podolien, Charkow, Teilen Polesiens und dem Westen der Region Kursk getragen.
Sie besteht aus einem Stoff, der in drei gleiche Teile geschnitten wird, von denen zwei nicht zusammengenäht, sondern mit dem dritten vernäht werden, sodass seine Mitte dem Schnitt gegenüberliegt, der die ersten beiden trennt, aber mit der Vorderseite nach unten. Das so entstehende Gerüst in Form des Buchstabens T wird so gebogen, dass das Seitenteil unten liegt und geschlossen um die Taille gewickelt wird. Der Stoff wird durch den Saum und den Gürtel gewebt, wobei ein Seitenteil die Rückseite des Körpers bedeckt und die anderen beiden Seitenteile nur einen kleinen Schlitz vorne lassen, der von einer Schürze abgedeckt wird.
Die Plachta war ein Kostüm, das wahrscheinlich eng mit der Ponjowa verwandt ist, deren Name in Großrussland beibehalten wurde.

## Galerie

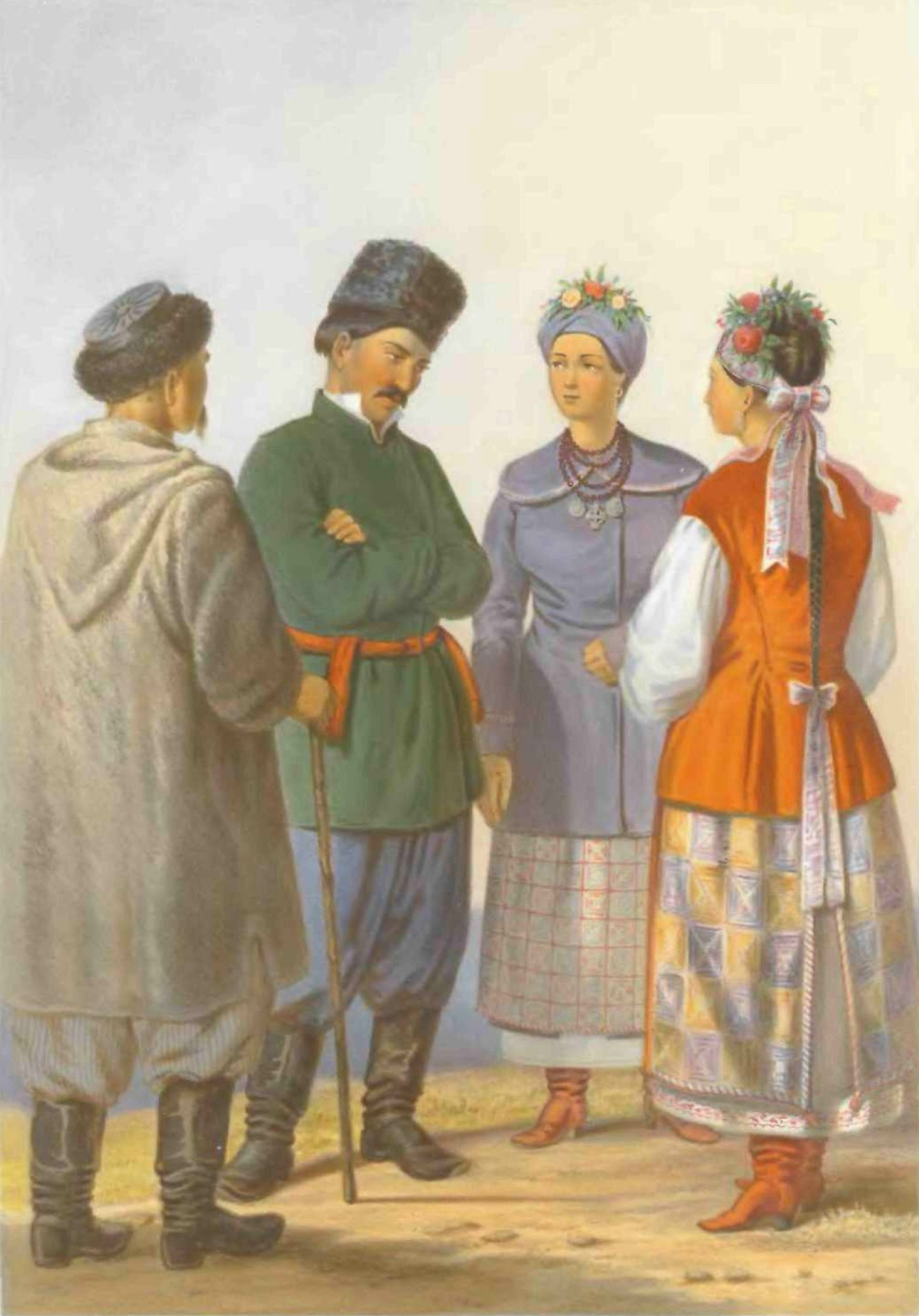
Ukrainerinnen mit Plachtas (Mitte des 19. Jahrhunderts)
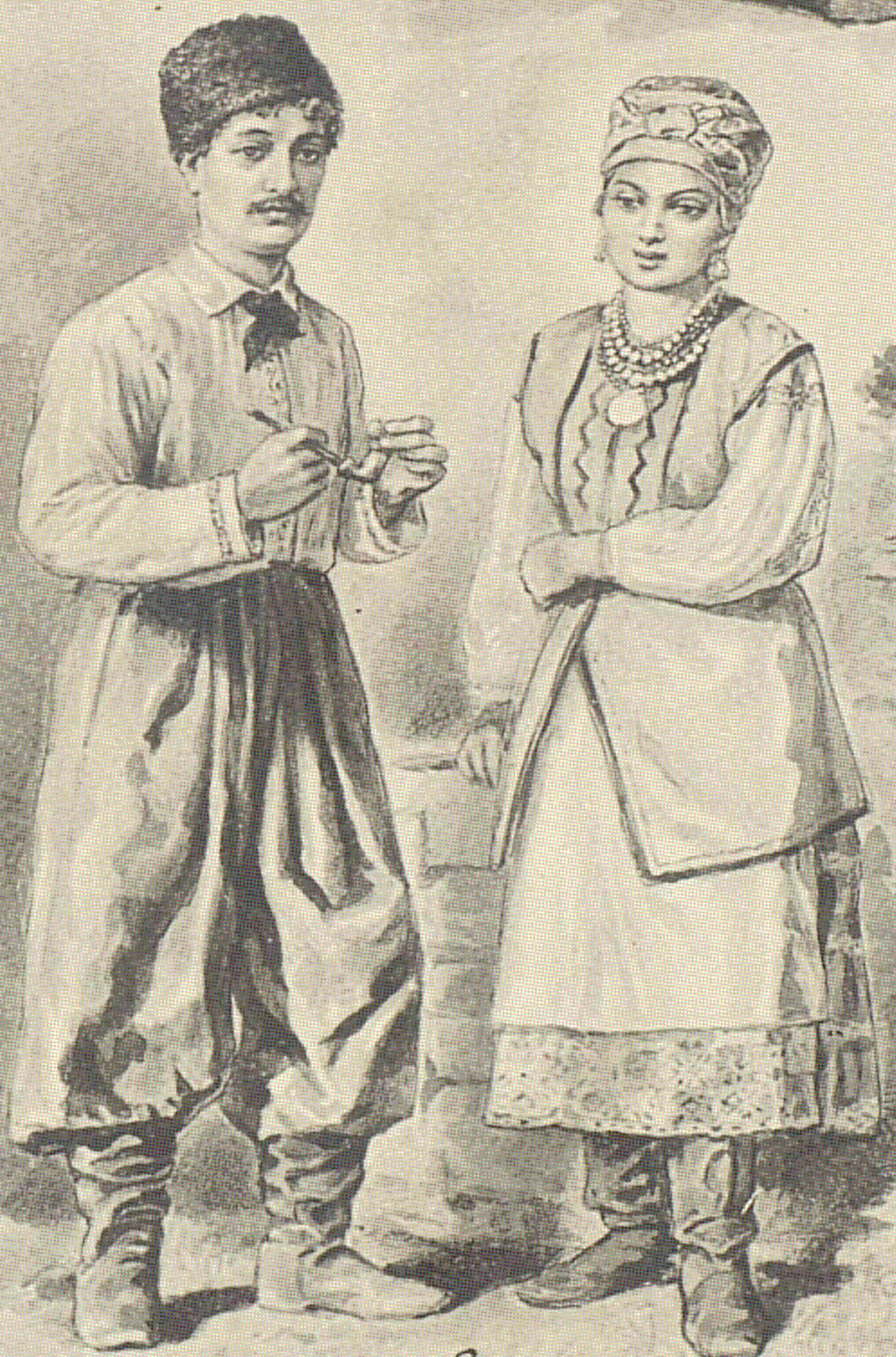
Ukrainerin mit Plachta im Gouvernement Charkow (Spätes 19. Jahrhundert)
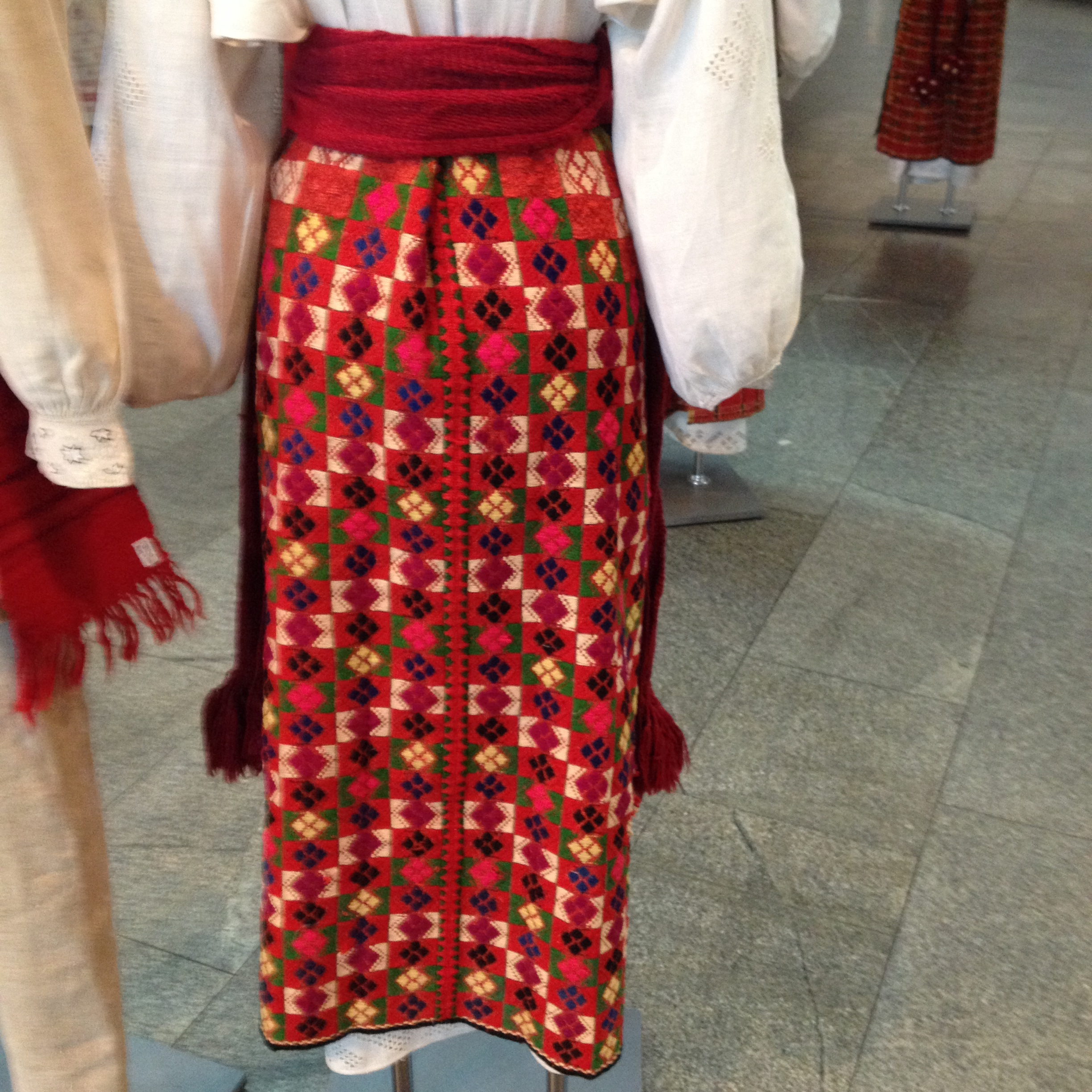
Nahansicht